# Consecration
 (транскр.  Консекрејшон) српска је музичка група из Београда. Привукла је пажњу јавности због јединственог звука који садржи елементе из различитих музичких жанрова.

## Историја
Група је основана 2000. године у Београду. Певач и гитариста Данило Никодиновски једини је стални члан групе од њеног настанка. Остатак поставе се у почетку често мењао и укупан број чланова је варирао од три до шест. Ипак, постава се временом стабилизовала и у њој су стална три музичара. Група је 2006. године снимила деби албум Aux, који се састоји од седам песама и укупно траје око 50 минута. Албум Уживо 2. април 2008 снимљен је на концерту који је група одржала 2. априла 2008. у Студентском културном центру Београд. Услед незадовољства слабим интересовањем издавачких кућа, група је одлучила да 13. маја 2008. самостално објави ова два албума на интернету.
Consecration је 29. марта 2010. објавио други студијски албум .avi, а издавач је био Geenger Records из Хрватске. Након изласка овог албума, басиста Давид Лазар Галић напустио је састав, а заменио га је Иван Аранђеловић.
Независна продукцијска кућа Prog Sphere Records објавила је 16. марта 2011. године мини-албум Consecration in the Temple of the Smoke, на коме је забележена заједничка свирка састава Consecration и Temple of the Smoke. Ово двадесетоминутно издање такође је било снимљено на концерту одржаном 2. априла 2008. у београдском СКЦ-у.
Група је у првих 12 година постојања забележила наступе на неколико фестивала на простору бивше СФРЈ, међу којима су Егзит, Фенодом и АРФ. Бину је делила са саставима Block Out, Cathedral, The Ocean, Monno, Knut, Charon, Hesus Attor, ...

## Музички стил
За време рада на албуму Aux, чланови групе Consecration били су под великим утицајем рок и метал бендова као што су Opeth, Katatonia, Anathema, Slowdive и Nurosis. На другом албуму препознају се утицаји бендова Isis, Tool, Godspeed You! Black Emperor, King Crimson, Sigur Rós... То издање је садржало више елемената пост-рока и пост-метала.

## Чланови

### Садашњи
- Данило Никодиновски [а] — гитара, вокал, синтесајзер
- Иван Аранђеловић — бас-гитара
- Александар Максимовић — бубањ, удараљке[11]

### Бивши
- Давид Лазар Галић [б] — бас-гитара, саксофон
- Немања Трећаковић — клавијатуре, семплер, вокодер
- Милан Јејина [в] — бубањ, удараљке
- Милан Шупут [г] — бас-гитара (прем. 2024)[15]
- Никола Милојевић — гитара
- Матија Даговић [д] — бубањ, удараљке

## Дискографија

### Студијски албуми
- (2008)
- (2010)
- Цимет (2013)
- Универзум зна (2013)
- Гроб (2015)
- Плава лагуна (2019)[17]
- Смрт, љубав, смрт (2024)[18]

### Албуми уживо
- Уживо 2. април 2008 (2008)

### Мини-албуми
- (2011) — као

### Учешћа на компилацијама
- Демо мастерс 2/3 (2005) — песме  и
- Јутро ће променити све — музика из серије (2018) — песма Праскозорје